# Rio San Pedro (Guatemala)
Rio San Pedro é um rio centro-americano da Guatemala.